# Nalbertor

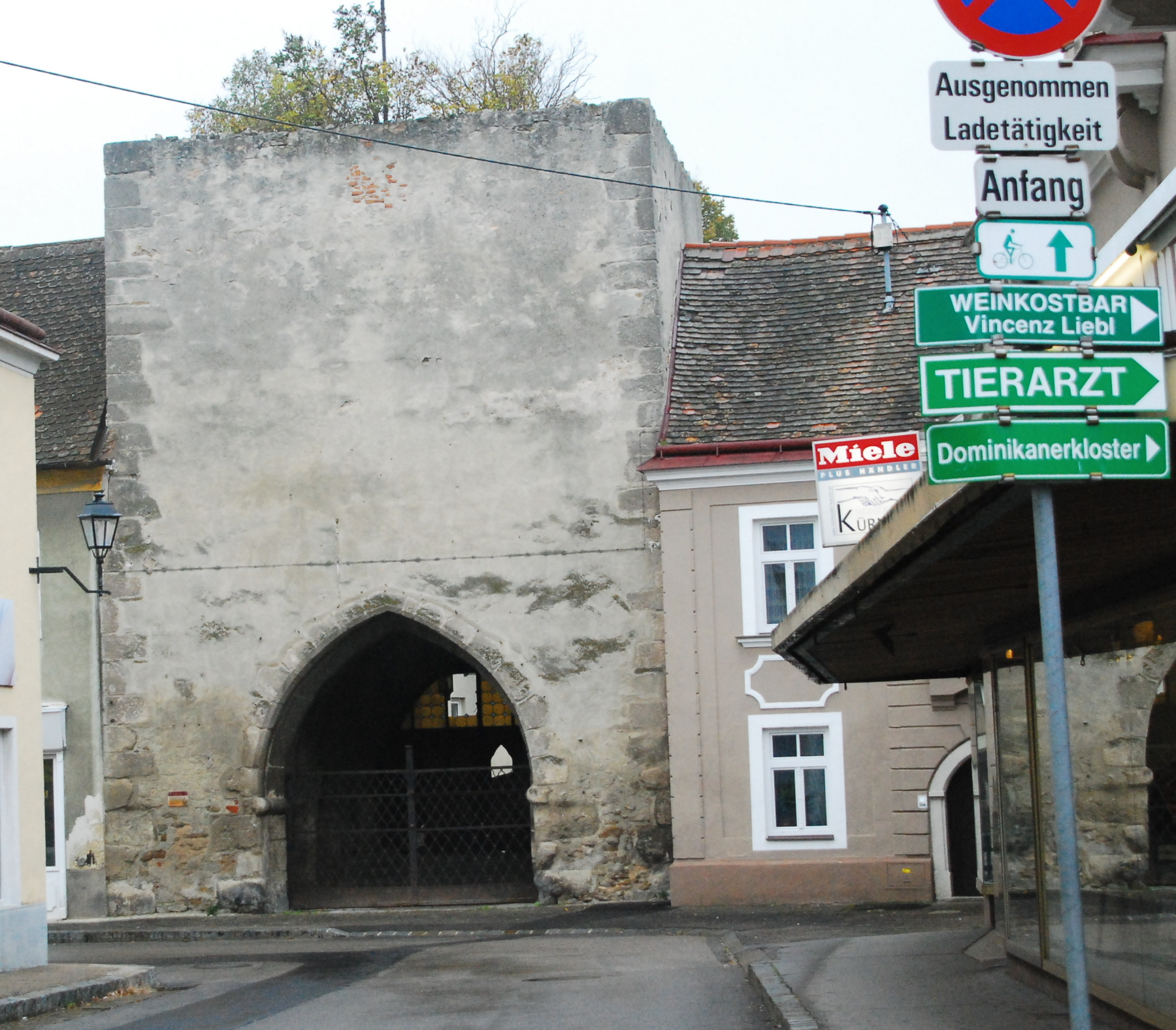
Der Nalberturm in Retz

Das Nalbertor war gemeinsam mit dem Znaimertor eines der beiden Stadttore von Retz in Niederösterreich. Der dazugehörige Torturm, der Nalberturm, stammt aus der Zeit um 1300 und ist nur mehr teilweise erhalten. Der Torbau steht unter Denkmalschutz (Listeneintrag).

## Geschichte
Die Stadt Retz wurde in unmittelbarer Nachbarschaft zu Retz-Altstadt gegründet und planmäßig angelegt. Aus der Zeit um 1300 stammen auch die beiden Stadttore im Nalberturm und im Znaimerturm.
Seine Bedeutung als Torturm verlor der Nalberturm allerdings nach der Eroberung der Stadt durch die Hussiten im Jahr 1425 und dem nachfolgenden Wiederaufbau. Östlich des Nalbertores wurde die Stadtmauer durchbrochen und ein neues Stadttor errichtet. Gesichert wurde das neue Tor durch das so genannte „Nalbertorwerk“. Der Nalberturm selbst übernahm in diesem Torwerk die Rolle eines Wehrturms. Urkunden aus der Zeit des Dreißigjährigen Kriegs und des Spanischen Erbfolgekriegs zufolge diente er darüber hinaus auch als Pulverturm. Auch die städtische Rüstkammer befand sich hier. 
Nach dem Znaimerturm (um 1553) und dem Rathausturm (um 1572) erhielt schließlich auch der Nalberturm eine Turmuhr.
Zu Beginn des Dreißigjährigen Kriegs war das Nalbertor aus Sicherheitsgründen monatelang geschlossen. Erst nachdem sich die Lage beruhigt hatte, wurde die Sperre wieder aufgehoben und auch die im Zwinger des Torwerks befindlichen Gärten konnten wieder genutzt werden.
Anbetracht der von den schwedischen Truppen ausgehenden Gefahr erging im Juni des Jahres 1639 der kaiserliche Befehl, die Stadt Retz in den Verteidigungszustand zu versetzen. Aus diesem Anlass wurden der Nalber- und der Znaimerturm mit Ziegeldächern ausgestattet. Das Nalbertor wurde wieder geschlossen. Nach einer vorübergehenden Entspannung der Lage wurde das Nalbertor abermals für den Wagenverkehr geschlossen, Fußgänger konnten durch das so genannte Gattertürl passieren. Dieser Zustand blieb ein Jahr lang bis Pfingsten 1644 aufrecht, obwohl Lennart Torstensson bereits im September des vergangenen Jahres aus dem Raum Brünn nach Norden abgezogen war. Im Dezember 1647 wurde das Nalbertor endgültig wieder geöffnet.
Während des Spanischen Erbfolgekriegs wurde wegen der Kuruzeneinfälle in Niederösterreich am 17. Dezember 1703 beschlossen, das Nalbertor zu verbollwerken. Ob diese Maßnahme auch tatsächlich durchgeführt wurde und wie lange das Tor unpassierbar blieb, ist nicht bekannt.
Im Zuge einer durch das Kreisamt in Korneuburg durchgeführten Überprüfung der Verwaltung des städtischen Besitzes und der Waisengelder wurde bemängelt, dass das Rathaus über keine Wohnung für den Stadtschreiber und keine Räumlichkeiten für eine Stadtkanzlei verfügte. Da die Stadt aber die für den Umbau notwendigen finanziellen Mittel nicht aufbringen konnte, wollte man den Znaimer- und den Nalberturm verkaufen. Allerdings fanden sich keine Interessenten.
Wegen der Errichtung der Kremserstraße im Jahr 1832 wurde das Nalbertorwerk mit drei Torgebäuden und zwei Torbogen sowie einem großen Teil des Zwingers abgebrochen. Die nicht beseitigten Fundamente machten sich später bei den Arbeiten für die Errichtung der Wasserleitung und Kanalisation störend bemerkbar und mussten durch Sprengungen beseitigt werden. Der Nalberturm selbst blieb erhalten und wurde wenig später verkauft. Zu einem unbekannten Zeitpunkt wurde er jedoch teilweise auf seine heutige Höhe abgetragen. Um 1840 wurden von beiden Stadttoren die Torflügel entfernt, die Einhebung der Stadtmaut an den Stadttoren erfolgte bis 1870.
1923 wurden die verbliebenen Reste der Stadtbefestigung samt dem Nalberturm, der zu dieser Zeit auch renoviert wurde, unter Denkmalschutz gestellt.

### Sonstiges
- Vor dem Nalbertor lag auch das erste Stadterweiterungsgebiet, als dort an der neu erbauten Kremserstraße einige Häuser neu errichtet wurden und diese im Grundbuch der Stadt eingetragen wurden.
- Vor dem Nalberturm im Bereich der Dismasstatue befand sich die städtische Richtstätte für das Schwert. Im Sterbebuch der Pfarre Retz ist die Hinrichtung zweier Mörder im Jahr 1776 dokumentiert. Sie wurden hier auch begraben.
- Der Nalbertorturm diente auch als Gefängnis für Bürger der Stadt Retz. Deshalb wurde auch gelegentlich als Bürgerturm bezeichnet.
- 1714 wurde vor dem Nalbertor durch den Ratsherrn, Bader und Chirurgen Leopold Müller eine barocke Marienstatue aufgestellt.